# Heinrich Giese
P. Heinrich Giese  SVD (* 1. Oktober 1863 in Voßwinkel; † 19. Juni 1937 in Mödling bei Wien) war Hofrat in Wien und Beichtvater Kaiser Franz Josephs I., Reformer des Lehrerbildungswesens in Österreich, Gründer von Heimen für Mädchen und Kinder, Vizepräsident des „Österreichischen Caritasverbandes“, Präsident des Caritasverbandes der Erzdiözese Wien.

## Leben
Heinrich Giese war Sohn des Müllers und Fruchthändlers Kaspar Heinrich Giese (* 1837 in Voßwinkel, heute Arnsberg) und Anna Maria Wimhöfer (* 1845 in Müschede, heute Arnsberg).
Im Oktober 1880 trat Heinrich Giese als Missionsschüler in den Missionsorden „Gesellschaft vom Göttlichen Wort“, der von Pater Arnold Janssen im Jahr 1875 in Steyl gegründet wurde. Am 23. Juli 1889 wurde Heinrich Giese zum Priester geweiht. Im November des gleichen Jahres begann er ein Hochschulstudium an der Minerva, der Dominikaner-Universität in Rom. Als er dort im Juli 1891 die venia docendi erwarb, bestimmte ihn der Orden zum Professor für Theologie in der Priesterausbildung der Steyler Missionare im Missionshaus St. Gabriel bei Wien, wo er zunächst Dogmatik und alle anderen theologischen Fächer lehrte.
1904 wurde Heinrich Giese zum Direktor der katholischen Privatlehrerbildungsanstalt in Wien bestellt und im Mai 1919 erfolgte die Berufung als anerkannter Schulfachmann in den Wiener Stadtschulrat. 1929 wurde Heinrich Giese mit dem Hofratstitel ausgezeichnet und zum Konsistorialrat ernannt.
Als er siebzig Jahre alt wurde, verlieh ihm der Bundespräsident das Offizierskreuz des Österreichischen Verdienstordens. Von kirchlicher Seite berief man ihn zum Diözesanschulrat und in die Prüfungskommission für Volks- und Hauptschulen. Er wurde Leiter einer Sektion des katholischen Wohltätigkeitsverbandes für Niederösterreich, später Vizepräsident des „Österreichischen Caritasverbandes“ und nach einer Reorganisation des katholischen Vereinswesens erster Präsident des Caritasverbandes für die Erzdiözese Wien.

## Sonstiges

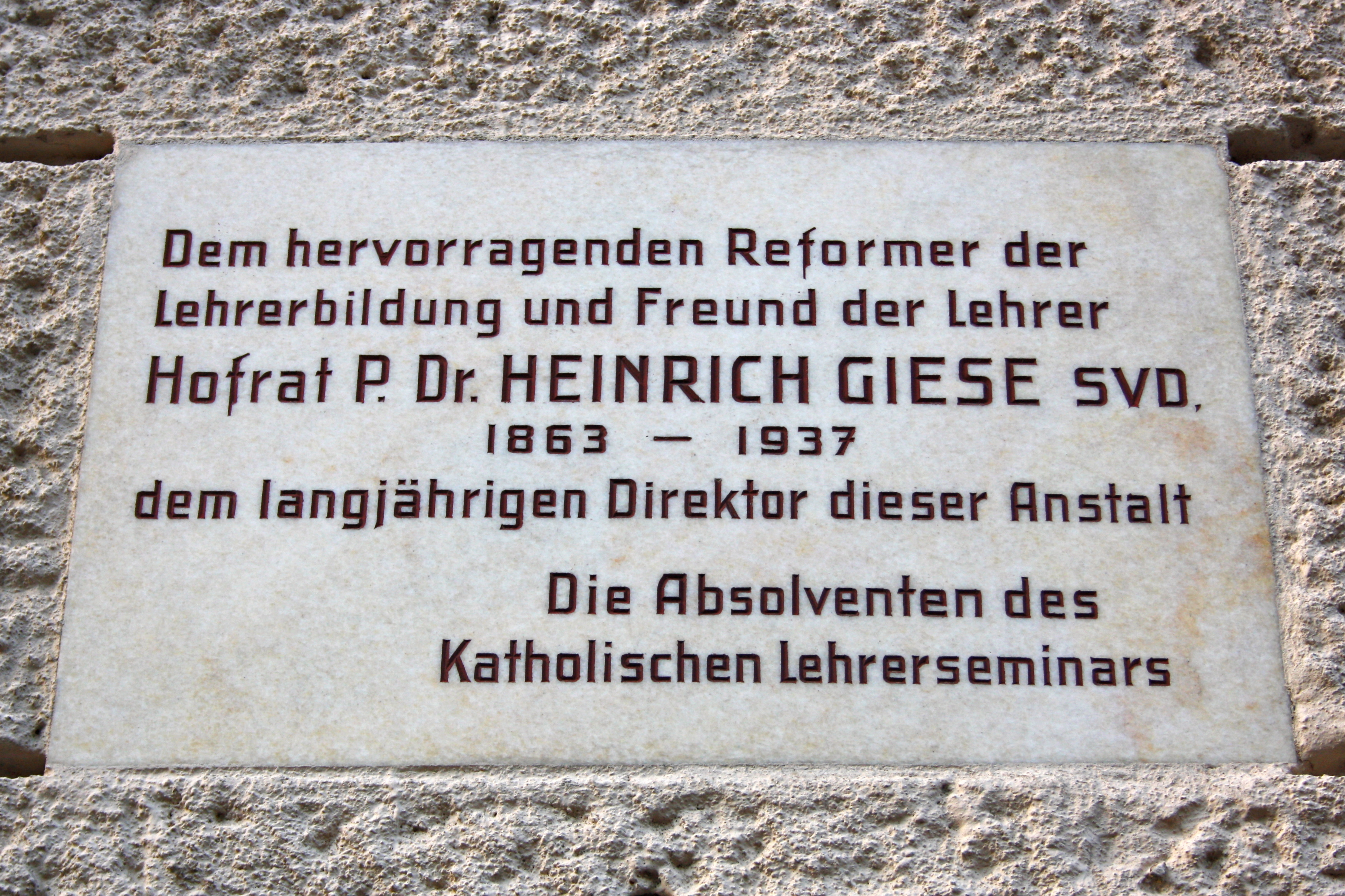
Gedenktafel an der Lehrerbildungsanstalt der Marianisten in der Michaelerstraße, ehemals Giesestraße

In Wien, Gemeindebezirk Währing, wurde eine Straße nach Heinrich Giese benannt, die Giesestraße. Diesen Namen trug die Straße allerdings nur in den Jahren 1937 und 1938, vor und nach der Umbenennung hat(te) die Straße die Bezeichnung Michaelerstraße.